# Los reyes del playback
Los reyes del playback es un programa de talentos peruano producido por Latina Televisión bajo la conducción de Cristian Rivero y Katia Palma. Fue estrenado el 15 de febrero de 2016. El programa es una adaptación propia e inspirada en el estadounidense Lip Sync Battle.

## Mecánica
El programa usa el formato de concurso semanal cuyos concursantes realizan actuaciones con sincronía de labios. El público decide por medio de votos, tanto positivos o negativos, en la página web de Latina. El primer concursante es elegido rey con un porcentaje de votos postivios y puede ser revocado si el nuevo concursante supera ese porcentaje. En caso de que el concursante no logre la cantidad deseada pierde la posibilidad y es caído a una piscina al instante. El ganador del día es el que obtiene la mayor cantidad de votos. Inicialmente la secuencia de coronación para los que obtienen la mayor cantidad de votos fue acompañada por la modelo Andrea Cifuentes hasta su retiro personal a un mes de estar en el aire.
Después de cinco días de actuaciones solo los que recibieron la menor cantidad de puntaje o «bufones» son eliminados a decisión de la producción. Los demás pasarán a una final los días sábados en dos rondas de actuación coreográfica e improvisación. El finalista que logre la mayor cantidad de votos en ese día será coronado como rey absoluto del playback y recibirá múltiples premios.
En la segunda temporada, se renovó la mecánica entre concursantes divididos en dos equipos en relación con su entrenador. Por un lado el equipo de "Los Machus" liderado por el actor cómico Armando Machuca, y por el otro, el equipo de "Los Nishis", liderado por la directora Wenddy Nishimazuruga. Además de sus presentaciones individuales, se hace una performance en conjunto, en la cual el equipo ganador tendrá la inmunidad de sus integrantes. El bufón es aquel concursante que obtuvo el menor puntaje individual del equipo perdedor y, por ende, correrá el riesgo de ser eliminado a decisión de la producción.

## Temporadas
| Temporada | Episodios | Emisión original      | Emisión original     | Celebridad ganadora | Canal |
| Temporada | Episodios | Primera emisión       | Última emisión       | Celebridad ganadora | Canal |
| --------- | --------- | --------------------- | -------------------- | ------------------- | ----- |
| 1         | 66        | 15 de febrero de 2016 | 30 de abril de 2016  | La Bibi y el Jhonny |       |
| 2         | 23        | 18 de julio de 2016   | 12 de agosto de 2016 | Gino Pesaressi      |       |
| 3         | 12        | 9 de marzo de 2020    | 20 de marzo de 2020  | Germán Loero        |       |

## Producción
El 15 de febrero, se estrenó la primera temporada. Se transmitió cada gala de lunes a viernes con una final los días sábados.
El 5 de marzo, Latina presentó Los príncipes del playback como secuencia complementaria para niños aficionados, con ligeras modificaciones en la mecánica principal.
El 5 de julio, Latina confirmó la segunda temporada del programa mediante un spot televisivo hasta entonces ocupado por Yo soy.
En febrero de 2020, se anunció que el programa regresaría para una tercera temporada, Rivero regresaría a conducir el programa junto con la adicción de Katia Palma y tendría al menos 9 concursantes para esta temporada.